# San José Tilapa
San José Tilapa är en ort i Mexiko.   Den ligger i kommunen Chinameca och delstaten Veracruz, i den sydöstra delen av landet, 500 km öster om huvudstaden Mexico City. San José Tilapa ligger 30 meter över havet och antalet invånare är 290.
Terrängen runt San José Tilapa är platt, och sluttar österut. Runt San José Tilapa är det ganska tätbefolkat, med 100 invånare per kvadratkilometer. Närmaste större samhälle är Cosoleacaque, 13,5 km sydost om San José Tilapa. Omgivningarna runt San José Tilapa är en mosaik av jordbruksmark och naturlig växtlighet.